# Acanalonia immaculata
Acanalonia immaculata är en insektsart som först beskrevs av George Willis Kirkaldy 1907.  Acanalonia immaculata ingår i släktet Acanalonia och familjen Acanaloniidae. Inga underarter finns listade i Catalogue of Life.